# Двор Ганнеркригг
«Двор Ганнеркригг» — веб-комикс британца Тома Сидделла в жанре технофэнтези, публикующийся с апреля 2005 года. Новая страница публикуется на сайте трижды в неделю. Первый том был издан в Archaia Studios Press и Titan Books (в Великобритании и Ирландии). Комикс был хорошо принят критиками и неоднократно получал награды конкурса Web Cartoonists' Choice Awards, наряду с положительными отзывами об уровне его иллюстраций и стиле повествования.
Комикс повествует об Антимони Карвер, девочке, начавшей обучение в странной и таинственной школе под названием «Двор Ганнеркригг», и событиях, развивающихся вокруг неё с момента, когда она оказалась втянута в политические интриги между Двором Ганнеркригг и жителями леса Гиллити, находящегося за пределами школы. Сюжет комикса включает в себя элементы науки, фантазийных существ, мифологию различных культур и алхимические символы и теории. Литературный стиль находится под явным влиянием детективной литературы и комиксов-манга.

## Издание
Впервые «Двор Ганнеркригг» был опубликован в Интернете 4 апреля 2005 года, поначалу обновляясь дважды в неделю. Трижды в неделю комикс начал обновляться с 25 декабря 2006 года. Конец 7 главы в мае 2006 года был обозначен как конец «первой книги», которую Том Сидделл опубликовал с помощью Lulu.com в 2007 году; эта книга более не издаётся. В августе 2008 года Том Сидделл заметил, что комикс создавался в стандартном «формате книг комиксов», и что это очень помогло при создании печатной копии.
Первые 14 глав веб-комикса были позже изданы Archaia Studios Press в виде первого тома комикса с названием «Orientation». Сотрудничество с этим издателем оказалось успешным, и им выпущено уже 4 тома книг.
Долгое время, даже несмотря на издание, «Двор Ганнеркригг» не обеспечивал автора финансово. Однако 19 марта 2012 года Том Сидделл объявил, что уволился со своей основной работы, чтобы уделять комиксу всё своё время.

### Формат
Повествование веб-комикса «Двор Ганнеркригг» разделено на главы, которые, хоть и объединяются вместе в общий сюжет, являются самостоятельными сюжетными арками. Они могут значительно отличаться тематикой и сюжетной нагрузкой: согласно одному из обзоров, «вас не подвергают чтению 400 с лишним страниц запутанных сюжетных ходов. Хотя здесь присутствует общая сюжетная канва, но есть и более легковесные главы, которые фокусируются на необычных классах … или небольших деталях, формирующих главных персонажей». Каждая глава начинается с обложки и заканчивается одной или несколькими «бонусными страницами», которые не являются неотъемлемыми частями основного повествования, но зачастую предоставляют вспомогательные детали, более полно раскрывая мир «Двора Ганнеркригг», либо касаются персонажей второго плана. Длина глав варьируется — от девяти страниц до сорока с лишним. Каждая страница нарисована в традиционном формате (A4; 210 × 297 мм) и произвольно разделена на кадры.

### Влияние
Том Сидделл заявляет, что ему нравилось, будучи ребёнком, читать «Альфред Хичкок и Три Сыщика», и что это произведение сильно повлияло на литературный стиль его комикса. Визуальная стилистка создавалась под влиянием многих художников, среди которых в качестве любимых он приводит Джейми Хьюлетта, Юкито Киширо и Майка Миньолу, а также манги «Навсикая из Долины ветров» и «Жемчуг дракона».
Значительной особенностью комикса является объединение мистических элементов из разных культур, особенно мифологии Британских островов и коренного населения Америки. Кроме того, Сидделл широко использует алхимическую тематику; например, главного персонажа зовут Антимони, в честь химического элемента сурьмы (англ. antimony), а её мать — Сурьмой (англ. Surma). Также на многих страницах изображается художественное представление алхимических символов. Символ сурьмы часто встречается в комиксе: главный персонаж, Антимони, носит кулон в форме символа, этот символ отпечатан на лбу волчьего тела персонажа Рейнардина, также он используется, чтобы обозначать конец главы. Наряду с ним в комиксе регулярно появляются символы висмута, свинца, ртути и солнца.

## Синопсис

«Второй труд», изображение, располагающееся в конце первой книги «Orientation», которое демонстрирует персонажей Антимони и Кэт, и является типичным примером художественного стиля, тематики и содержания комикса.

### Сеттинг
Место действия комикса Двор Ганнеркригг — одноимённая школа-интернат, расположенная в Великобритании. Точное расположение не имеет сюжетного значения, автору лишь проще основываться на том, что ему больше всего знакомо. В частности, названия домов соответствуют названиям в той школе, в которой он сам учился, а некоторые объекты в местности комикса — Бирмингему, в котором автор живёт и работает.

### Основные персонажи
Антимони Карвер. Одна из основных персонажей комикса. Становится ученицей в Дворе Ганнеркригг после смерти своей матери и "исчезновения" отца. Антимони может видеть Проводников Душ. Это связано с тем, что она  — потомок огненных элементалей. Позже она получает в подарок камень "блинкер", который использует для развития своих способностей. Антимони умеет управлять огнем, покидать тело, выходя в "Эфир". Так же, она может из "Эфира" воздействовать на реальный мир.
По характеру Антимони весьма сдержанна, но не лишена чувства юмора, в начале комикса она предстаёт замкнутой и одинокой, но всё больше раскрывается с течением времени. Точные науки даются ей не легко, настолько, что она даже списывает домашние задания у лучшей подруги Кэт. Антимони  добрая и несколько мягкосердечная девушкой, на многое готовая ради друзей.
Её отец является для нее авторитетом, слову которого она не смеет перечить.
Долгое время её единственными друзьями были Катерина Донлан и Рейнардин. Со временем её друзьями становятся Тень и Робот (эти персонажи впервые встречаются в первой главе комикса). После того, как Анни становится потенциальным кандидатом в медиумы Двора и начинает соответствующие занятия, она знакомится с Парли и Смитти, которые, впоследствии, тоже становятся её друзьями.
Катерина Донлан. Родители Кэт работают учителями физики в Дворе, поэтому их дочь в восторге от всяких научных штук и робототехники. Она обожает придумывать и мастерить различные приборы (она даже собрала летательный аппарат, что бы отправится на спасение Анитимони). Роботы Двора называют Кэт "Ангелом" и считают, что она обладает некими силами, способными изменить мир. Из-за технического склада ума или ещё чего-то, о чём читателям не известно, Кэт иначе воспринимает Эфир. Она видит его гораздо более упрощенно. Хотя для других в Эфире она выглядит как огромное биомеханическое чудовище.
Катерина весьма дружелюбная, открытая и бойкая девушка. Настойчивости ей не занимать. Она верный и надежный друг для Антимони.
В начале комикса, маленькая Кэт по уши влюблена в учителя физкультуры мистера Эгламора. Позже Кэт заводит отношения с другой ученицей двора, Паз Каденой-Бланко.

## Признание
Вдобавок к тому, что комикс был удостоен премии Web Cartoonists' Choice Awards и был хорошо воспринят многими критиками, в настоящий момент «Двор Ганнеркригг» обладает широким кругом читателей (в том числе и в странах, где английский язык не является основным) и крупным онлайн-сообществом, включающим активный официальный форум. Автор не раз давал интервью о своей работе над веб-комиксом и о выходе печатных изданий. Сайт ComixTalk (позже названный Comixpedia) включил Сидделла в список 25 «Людей веб-комиксов» («People of Webcomics») в 2006 году.

### Награды
Двор Ганнеркригг номинировался и получил несколько наград Web Cartoonist’s Choice Awards. Когда Web Cartoonist’s Choice Awards были прекращены в 2008 году и в 2009 году заменены на The Webcomic List Awards (производимые сообществом The Webcomic List Community),, комикс получил и их. Он также был номинирован на награду Clickie в категории «International Clickie» на фестивале веб-комиксов «Stripdagen Haarlem» в 2006 году в Нидерландах. Книга Gunnerkrigg Court: Orientation в 2008 году выиграла награду «золотая книга года» журнала ForeWord в категории графических новел. Также она была финалистом наград Cybils Awards в категории графических новел в 2009 году.
|      | Победы                                                          | Номинации |
| ---- | --------------------------------------------------------------- | --- |
| 2006 | - Выдающийся Новичок                                            | - Выдающееся Использование Цвета - Выдающийся Комикс Длинной Формы - Выдающаяся Концепция Сюжета                                                                                    |
| 2007 | - Выдающаяся Окружающая Среда (ничья с комиксом Inverloch)      | - Выдающийся Комикс - Выдающийся Комикс Длинной Формы - Выдающийся Фентезийный Комикс                                                                                               |
| 2008 | - Выдающийся Драматический Комикс                               | - Выдающийся Сценарист - Выдающийся Комикс Длинной Формы - Выдающаяся Раскадровка - Выдающееся Использование Цвета - Выдающееся Исполнение Персонажей - Выдающаяся Окружающая Среда |
| 2009 | - Лучший Комикс - Лучший Комикс Длинной Формы - Лучший Сценарий | - Лучшая Работа С Цветом |

## Книги
- Siddell, Tom. Gunnerkrigg Court: Orientation (неопр.). — Archaia Studios Press[англ.], 2008. — (Gunnerkrigg Court). — ISBN 978-1932386349.
  - Siddell, Tom. Gunnerkrigg Court: Orientation (неопр.). — Titan Books[англ.], 2008. — (Gunnerkrigg Court). — ISBN 978-1848561755.
- Siddell, Tom. Gunnerkrigg Court, Volume 2: Research (неопр.). — Archaia Studios Press[англ.], 2010. — (Gunnerkrigg Court). — ISBN 978-1932386776.
- Siddell, Tom. Gunnerkrigg Court Volume 3: Reason (неопр.). — Archaia Studios Press[англ.], 2011. — (Gunnerkrigg Court). — ISBN 978-1-936393-23-7.
- Siddell, Tom. Gunnerkrigg Court, Volume 4: Materia (неопр.). — Archaia Studios Press[англ.], 2013. — (Gunnerkrigg Court). — ISBN 978-1936393992.

## Перевод
Основной перевод веб-комикса на русский язык выкладывается на портале «Авторский Комикс», начиная с 12 февраля 2010 года. Первоначально «Двор Ганнеркригг» переводился пользователем портала с ником ligth, через некоторое время к нему присоединилась agrona. Однако 15 ноября 2012 года дуэт прекратил работу над комиксом, ввиду личных причин.
Вторым днём рождения перевода стало 24 ноября того же года, когда проект перешёл в руки переводчиков DukeBG и Златы «Alpha» Медовой. Их стараниями перевод комикса набрал большую аудиторию и 14 февраля 2013 года перевод «Двора Ганнеркригг» возглавил «Рейтинг Комиксов» (рейтинг популярности веб-комиксов при портале «Авторский Комикс»). Чуть позже стараниями переводчиков также начала функционировать группа в социальной сети ВКонтакте, посвящённая фэндому комикса. Переводу удалось и поставить абсолютный рекорд рейтинга.
C 8 декабря 2022 года перевод комикса прекращен из за принятия в РФ закона «О запрете ЛГБТ-пропаганды».

### Сюжетные примечания
1. ↑  Siddell, Tom. Комментарии автора, Глава 10 Бонусная страница (англ.). Двор Ганнеркригг (21 декабря 2006). Дата обращения: 20 октября 2013. Архивировано 21 октября 2013 года.
2. ↑  Siddell, Tom. Комментарии автора, Глава 10 Бонусная страница (англ.). Двор Ганнеркригг (23 мая 2006). Дата обращения: 20 октября 2013. Архивировано 21 октября 2013 года.
3. ↑  Siddell, Tom. Глава 3, Страница 5 (англ.). Двор Ганнеркригг (4 апреля 2005). Дата обращения: 20 октября 2013. Архивировано 21 октября 2013 года.